# Petr Palouš
Petr Palouš (* 1951) je český překladatel, dokumentarista a divadelní režisér. Přeložil do češtiny zejména dílo anglické komediální skupiny Monty Python (Létající cirkus, filmy, knihy). Působil v různých divadlech, nejvíce v Divadle F. X. Šaldy v Liberci.